# Municipalità di Lower Eyre Peninsula
La municipalità di Lower Eyre Peninsula (District Council of Lower Eyre Peninsula) è una Local Government Area che si trova in Australia Meridionale. Essa si estende su una superficie di 4.771 chilometri quadrati e ha una popolazione di 4 820 abitanti. La sede del consiglio si trova a Cummins, con una filiale a Port Lincoln (la quale, pur essendo completamente circondata dalla municipalità, costituisce un ente amministrativo a sé stante, la Città di Port Lincoln).
La municipalità abbraccia la punta meridionale della penisola di Eyre, affacciandosi a est sul golfo di Spencer e a ovest sulla Grande Baia Australiana.

## Storia
La municipalità venne creata negli anni '80 dell'800, quando un gruppo di maggiorenti riuniti al Pier Hotel istituirono un consiglio distrettuale facente capo al centro regionale di Port Lincoln: essa corrispondeva alla preesistente centena di Lincoln, con l'aggiunta di Boston Island e Grantham Island.
La neonata municipalità venne ampliata otto anni dopo con l'emissione del District Councils Act 1887, e ancora nel 1890 con l'aggiunta di alcune centene a nord: nel 1906, tuttavia, una discreta porzione orientale venne scorporata a formare la municipalità di Tumby Bay, e nel 1921 anche Port Lincoln venne scorporata. Dopo alcune modifiche minori nel 1935, nel 1936 (quando la municipalità contava tredici centene e 1 486 abitanti), nel 1981 e nel 1982, il nome della municipalità venne cambiato nell'attuale solo nel 1988.

## Località
La municipalità conta due centri principali (vale a dire Cummins e Coffin Bay) e una serie di centri rurali, di seguito elencati in ordine alfabetico:
- Boston
- Charlton Gully
- Coomunga
- Coulta
- Duck Ponds
- Edillilie
- Farm Beach
- Fountain
- Green Patch
- Hawson
- Kapinnie
- Karkoo
- Kellidie Bay
- Kiana
- Parco Nazionale Lincoln
- Little Douglas
- Louth Bay
- Mitchell
- Mount Drummond
- Mount Dutton Bay
- Mount Hope
- North Shields
- Pearlah
- Point Boston
- Poonindie
- Sleaford
- Tiatukia
- Tootenilla
- Tulka
- Uley
- Wangary
- Wanilla
- Whites Flat
- Whites River
- Yeelanna

## Cronologia dei sindaci
- James O'Shanahan (1902–1904 & 1914–1938)[9]
- William Germain Morgan (1938-1949)[9]
- Percival (Barney) Woods (1949-1957)[9]
- Richard Baxter Stuart Sinclair (1957-1970)[9]
- Clifford Philip Morgan (1970-1974)[9]
- Victor Lewis Gerschwitz (1974–1975)[9]
- Thomas George Secker (1975–1981)[9]
- John Francis Hayman (1981–1985)[9]
- Max Hill (2006–2009)[10][11]
- Julie Low (2009–2018)[12]
- Jo-Ann Quigley (dal 2018)[1]